# 保良局雨川小學
保良局雨川小學（英語：Po Leung Kuk Riverain Primary School）是香港一所位於沙田區馬鞍山的小學。學校的開校時間為1988年，前身為保良局莊啟程小學下午校，屬於男女校。於2000年獲政府批出鞍駿街地皮，同年搬遷至現址，改為全日制小學。為當時馬鞍山「三大千禧校舍」之一（另外兩間為同年開辦的馬鞍山循道衛理小學及聖公會馬鞍山主風小學）。
學校要求學生要養成「關愛 堅毅 盡責」的所謂「雨川人」特質。

## 學校設施
學校的校舍根據千禧校舍的標準設計建造，共8層。課室共30間，另設圖書館、電腦室、音樂室、視覺藝術室、常識室等。
2003年，獲政府批准於校內興建室內游泳池，由外判游泳會負責營運。
2018年，學校更獲九巴捐出一部退役巴士，現將巴士改裝為英文圖書巴士。

## 科目
除一般小學擁有的中文、英文、數學、常識、視覺藝術、普通話、音樂、體育、電腦、圖書、週會外，另設有「綜合課」，為結合多個科目範疇的跨學科科目。另外在2019-2020年度起，增設「班會課」取代成長課，以加強每班學生與班主任間的交流。

## 班級結構
現時共開設30班，小一至小六每級5班（A班至E班）。小一至小三為平均分班，每班人數相若。小四起開始按學生成績分班（但2020-2021年度因受新冠肺炎影響，該屆四年級沒有精英班），分別為精英班（A、B班）及普通班（C-E班，每班人數較精英班為少）。
- 小一：1A、1B、1C、1D、1E
- 小二：2A、2B、2C、2D、2E
- 小三：3A、3B、3C、3D、3E
- 小四：4A、4B、4C、4D、4E、4M
- 小五：5A、5B、5C、5D、5E
- 小六：6A、6B、6C、6D、6E、6M

另外，為照顧個別學生差異，2018年起再於個別級別增設M班。主要為該級別的中、英文科成績未如理想的學生，由科主任教授，期望更能幫助學生。

## 外部連結
- 官方网站
- .   [2017-05-19]. （原始内容存档于2020-01-31） （中文（繁體））.。